# Cuộc vây hãm Calais (1940)
Cuộc vây hãm Calais là một trong những trận đánh lớn trong chiến dịch nước Pháp (1940) trên mặt trận Tây Âu trong cuộc Chiến tranh thế giới thứ hai, kéo dài từ ngày 23 cho đến ngày 26 tháng 5 năm 1940. Dưới quyền chỉ huy của trung tướng Ferdinand Schaal, sư đoàn tăng (Panzer) số 10 của Đức Quốc xã bằng một cuộc tấn công mạnh mẽ đã chiếm được cảng Calais từ tay lực lượng trú phòng Anh - Pháp do chuẩn tướng Claude Nicholson chỉ huy, sau 3 ngày cô lập Calais. Cả quân đội Đức Quốc xã lẫn Đồng minh đều chịu thiệt hại nặng nề trong cuộc vây hãm Calais. Cuộc phòng ngự mạnh mẽ của quân đội Anh tại Calais đã giam chân các lực lượng Đức vốn có thể gây áp lực cho các lực lượng Đồng minh tại Dunkerque, song cái giá của nó là đội quân trú phòng tại Calais đã thực sự bị tiêu diệt.
Khi tướng Heinz Guderian – người chỉ huy quân đoàn XIX của Đức – tiến đến eo biển Anh vào ngày 20 tháng 5 năm 1940, Lực lượng Viễn chinh Anh đã bị cắt đứt khỏi các cảng tiếp tế ở phía nam, khiến người Anh phải dùng Calais làm cảng tiếp tế của mình. Để giữ cảng, một số lực lượng chính quy phải rời khỏi nước Anh nhằm tăng viện cho lực lượng Pháp phòng ngự tại Calais. Đầu ngày 22 tháng 5, Guderian đã tiến đánh các cảng của eo biển Anh, và sư đoàn tăng số 10 của Đức đã được lệnh đánh chiếm Calais trong khi sư đoàn tăng số 1 được phái đến Dunkerque, với các mệnh lệnh đánh chiếm Calais trên đường tiến. Nhìn chung, quân đồng minh Anh - Pháp tại Calais sẽ bị áp đảo về quân số và pháo binh, vào ngày 22 tháng 5 những đơn vị phòng ngự Calais đầu tiên của Anh đã đến cảng này, đồng thời chuẩn bị hành động. Vào buổi sáng ngày 23 tháng 5, quân Anh tại Calais vẫn không rõ là quân Đức đang ở đâu, vào giữa buổi sáng, các xe tăng Đức đã tiến đánh từ hướng tây bắc. Đầu ngày, các lực lượng thám sát thuộc Trung đoàn Lính bắn súng trường của Nữ hoàng Victoria đã thi hành nhiệm vụ những không còn ai trở về, Cuối buổi sáng, một số xe tăng Anh rời khỏi Calais và tiến về hướng đông nam. Tại Guines cách không xa Calais về hướng nam, họ giao chiến với các đội hình Đức đang tiến công. Dù các xe tăng Anh cuối cùng đã rút chạy về Coquelles, cuộc tấn công đầu tiên của quân Đức đã thất bại. Trọng trách vây hãm Calais giờ đây thuộc về sư đoàn tăng số 10 của Đức.
Ngày 23 tháng 5 năm 1940, trong khi một số đơn vị Anh nữa đổ bộ lên đất Pháp, Nicholson tới Coquelles nhằm chuẩn bị thiết lập liên lạc với Dunkerque, song vào đầu ngày hôm sau, quân Anh vấp phải một lực lượng mạnh của Đức và buộc phải triệt thoái về Calais để tiến hành phòng ngự. Trong lực lượng phòng vệ Calais cũng có vài trăm lính Pháp và toàn bộ đội quân này sẽ là do Nicholson chỉ huy. Sư đoàn tăng số 10 của Đức đã tấn công Calais vào ngày 24 tháng 10 năm 1940, và đột phá được vòng ngoài của hệ thống phòng ngự. Trong suốt cuộc vây hãm mặc dù gặp khó khăn, quân Anh tại Calais đã cầm cự được bước tiến của quân Đức, song sự hỗ trợ của hải quân và không quân không thể hạn chế thế yếu của quân Anh về mặt quân số. Cuối cùng, vào ngày 26 tháng 5, quân đội Đức đã giành được thắng lợi và bắt giữ Nicholson, trong khi quân lực của ông đã bị suy thoái. Quân đội Anh triệt thoái về Courgain và sau cùng phần lớn họ đã bị quân Đức bắt sống. Chiến thắng Calais được xem là một trang sử huy hoàng của sư đoàn tăng số 10 của Đệ tam Đế chế Đức.